# Ghostwriter’s Joke
Ghostwriter’s Joke – piąty album zespołu Contemporary Noise Sextet wydany w 2011.

## Lista utworów
1. "Walk With Marylin"
2. "Morning Ballet"
3. "Is That Revolution Sad?"
4. "Old Typewriter"
5. "Chasing Rita"
6. "Norman's Mother"
7. "Kill The Seagull, Now!"

## Twórcy
- Kuba Kapsa – pianino
- Wojtek Jachna – trąbka
- Tomek Glazik – saksofon tenorowy
- Kamil Pater – gitara elektryczna
- Patryk Węcławek – kontrabas
- Bartek Kapsa – perkusja